# Çiğli Belediyespor
Çiğli Belediyespor ist ein türkischer Fußballverein aus Çiğli, Provinz Izmir.

## Geschichte

### Erste Jahre
Çiğli Belediyespor wurde 1995 gegründet und spielte bis 2010 in den regionalen Amateurligen von Izmir. Als erster großer Erfolg des Clubs gilt der Aufstieg in die 5. Liga in der Saison 2009/10. Dort konnte man am Saisonende den dritten Platz erreichen und qualifizierte damit für die Play-offs, wo man Özyeşiltepe mit 1:0 schlagen und sich den Aufstieg sichern konnte.

### In derBAL
Mit sieben Siegen in Folge startete Çiğli Belediyespor furios in die Saison 2010/11, erst am achten Spieltag kassierte man mit einem 0:1 gegen Turgutreis Belediyespor die erste Niederlage. Diese Niederlage sorgte jedoch nicht für einen Knacks, Çiğli Belediyespor setzte seine guten Leistungen fort und blieb die folgenden 12 Spiele ohne Niederlage, sieben von diesen 12 Begegnungen konnten gewonnen werden. Am Ende der Saison belegte man mit 53 Punkten den zweiten Platz und verfehlte den Aufstieg in die 4. Liga knapp, Aufsteiger Aydınspor 1923 hatte zwei Punkte mehr.
Çiğli Belediyespor gab sich nicht geschlagen und erreichte in der folgenden Saison 2011/12 den ersten Platz und qualifizierte sich für die Play-offs. Dort verlor man jedoch gegen Bergama Belediyespor mit 0:1, der Traum vom Aufstieg war damit wieder geplatzt. In der Saison 2013/14 stieg man ab, konnte aber sofort wiederaufsteigen. Seitdem spielt Çiğli Belediyespor in der Bölgesel Amatör Lig, meistens im oberen Tabellenviertel.

## Erfolge
- Aufstieg in die Bölgesel Amatör Lig: 2009/10, 2014/15

## Ligazugehörigkeit
- Bölgesel Amatör Lig:5 Season 2010–2014, 2015–
- Regionale Amateurligen:16 Season 1995–2010, 2014/15